# Мальберг (Альтенкірхен)
Мальберг (нім. Malberg) — громада в Німеччині, розташована в землі Рейнланд-Пфальц. Входить до складу району Альтенкірхен. Складова частина об'єднання громад Гебгардсгайн.
Площа — 4,31 км2. Населення становить 993 ос. (станом на 31 грудня 2020).

## Галерея

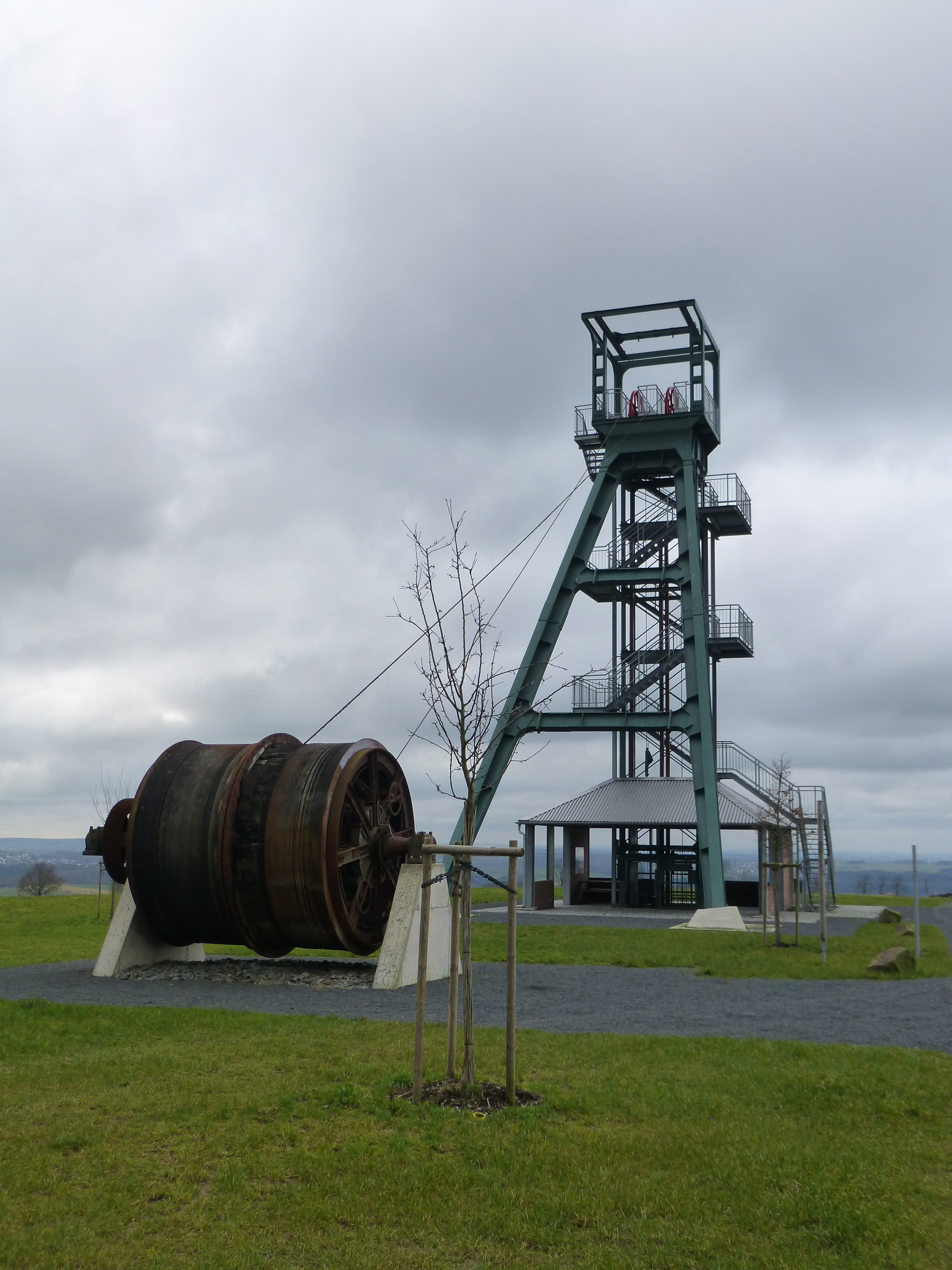
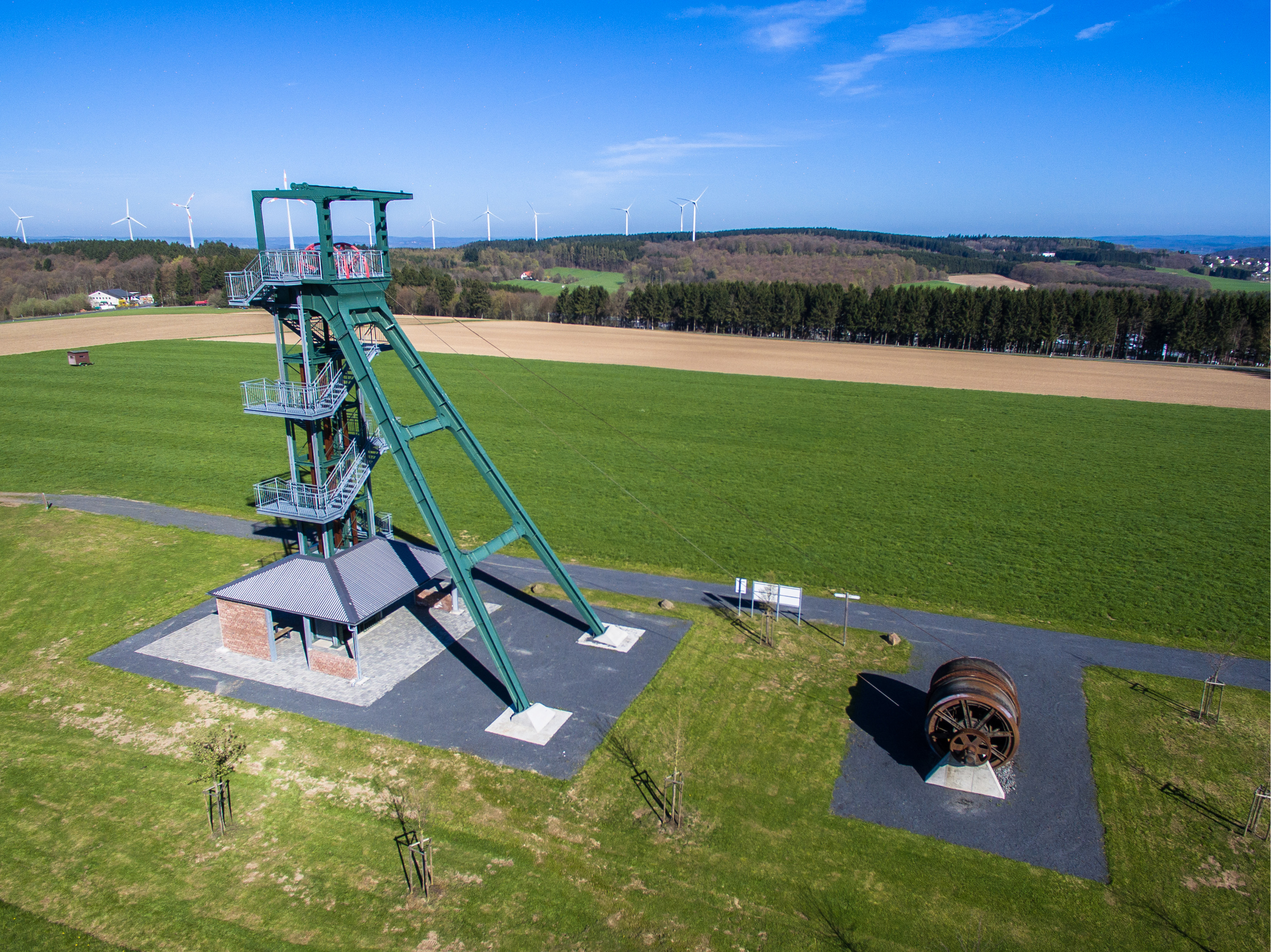